# Boris Stürmer
Baron Boris Vladimirovič Stürmer, poruštěně Šťurmer (rusky Борис Владимирович Штюрмер; 15.jul./ 27. července 1848greg. – 27.jul./ 9. září 1917greg.) byl ruský politik, ministerský předseda z roku 1916.

## Život

### Mládí
Narodil se do rodiny velkostatkáře v Bežecku v Tverské oblasti. Jeho otec byl vysloužilý kapitán kavalerie ruské armády.
Absolvoval právnickou fakultu na Petrohradské univerzitě. Roku 1894 se stal novgorodským gubernátorem a v roce 1896 gubernátorem Jaroslavli. Navzdory pověstem o špatném finančním hospodaření se Stürmer stal jedním z nejdůvěryhodnějších byrokratů pod vedením Vjačeslava von Pleve a v roce 1904 byl přijat do státní rady. Po Pleveho smrti se Stürmer chtěl stát jeho nástupcem, mandát však získal kníže Pjotr Svjatopolk-Mirskij.
Větší šance na postup získal roku 1913, kdy byl nominován na starostu Moskvy. Kandidatura byla neúspěšná. V té době se začal sbližovat se šarlatánem Rasputinem.
Během první světové války se Stürmer stal ministerským předsedou. Současně působil ve funkci ministra vnitra (od března 1916) a zahraničí (od července).
Stürmeova vláda byla hluboce neoblíbená. Byl podezřelý z reakcionářství a germanofilství. Jeho nešťastný pokus o odvádění neruských branců do armády vyvolal krvavé kyrgyzské povstání známé jako Urkun. Po Brusilovově ofenzívě se Stürmer pokusil domluvit s Němci separátní mír. Dne 1. listopadu 1916 prohlásil Pavel Miljukov ve státní Dumě, že „Stürmerova politika se projevila jako hloupost a zrada“. Car opravdu připustil, že si Stürmerovo počínání představoval jinak a 19. listopadu byl Stürmer odvolán.
Po rezignaci kandidoval na předsedu v páté Dumě.
Po únorové revoluci v roce 1917 byl zatčen prozatímní vládou a ještě toho roku zemřel v Petropavlovské pevnosti.